# Passo da Givrine
O passo da Givrine é uma  colo de montanha do maciço do Jura, na Suíça, que culmina a 1 228 m situado no cantão de Vaud e que partindo de Nyon  passa por Saint-Cergue e chega a La Cure, localidade fronteira França-Suíça.